# Clan Nakatomi
El clan Nakatomi (中臣氏 Nakatomi-uji) era un grupo de parentesco aristocrático japonés (uji).

## Historia
Nakatomi era un clan influyente en el Japón clásico. Junto con el clan Inbe, los Nakatomi eran uno de los dos clanes sacerdotales que supervisaban ciertos ritos nacionales importantes, y uno de los muchos que afirmaban ser descendientes de los ancestros del clan divino "solo un grado menos sublime que los ancestros imperiales". Se dice que poco después del comienzo del reinado de Jimmu, se nombró un Maestro de Ceremonias (saishu); y este cargo era comúnmente mantenido por un miembro del clan Nakatomi después del siglo VIII. Esto se debió a la naturaleza hereditaria tanto de las posiciones gubernamentales como de los roles del clan; la función de un clan podría ser proporcionar guerreros o, en el caso de los Nakatomi, llevar a cabo los ritos sintoístas y mantener las posiciones asociadas. A pesar de que sus posesiones materiales no eran las más extensas, su importancia espiritual y ritual colocó a Nakatomi e Imibe en el segundo lugar después de la Casa Imperial durante su apogeo.
Un ritual particularmente importante que el jefe del clan Nakatomi supervisó, fue el rito de purificación Ōharai, realizado dos veces al año, en el que el Sumo Sacerdote (del clan Nakatomi) le pedía a los kami que limpiaran los espíritus de todas las personas de sus impurezas.

## Período Asuka
Como resultado de la posición ritual y el papel de los Nakatomi en el período Asuka, se encontraban entre los principales defensores del conservadurismo en la controversia sobre la introducción del budismo en Japón en el siglo VI. Sin embargo, en la época de Nakatomi no Kamatari, a principios del siglo VII, el clan había cambiado de bando, posiblemente como resultado de su lealtad y estrecha relación con la familia imperial; siguiendo al Príncipe Shōtoku, probablemente el defensor más famoso del budismo en toda la historia japonesa, y más tarde al Príncipe Naka-no-Ōe, el clan Nakatomi ayudó a eliminar al clan Soga, poderosos y muy activos partidarios del budismo y de la administración actual de la época (ver Incidente Isshi).
Al clan pronto se le opuso un número de otros clanes que compitieron por el poder y el prestigio en la Corte, y por la influencia sobre la sucesión imperial. Sin embargo, se dice que a pesar de haber sido eclipsado por otros en términos de riqueza material pura, el jefe del clan Nakatomi era, a mediados del siglo VII, el hombre más poderoso de Japón. Incluso en el siglo VIII, los miembros del clan Nakatomi mantuvieron su importante posición ritual, convirtiéndose en jefes hereditarios del Jingi-kan (Departamento de Ritos) establecido por el Código Taihō en el 701.

## Precursor del clan Fujiwara
Posiblemente el líder del clan más conocido, Nakatomi no Kamatari, recibió el nombre de Fujiwara por parte del Emperador Tenji como recompensa por el servicio leal al soberano. Kamatari es honrado como el fundador del clan Fujiwara, que acumuló poderes y prestigio extraordinarios en el período Heian (794-1185).

## Árbol familiar del clan Nakatomi (大中臣系図)
```
Ikatsu ōmi-no-mikoto
 (雷大臣命)
 　┃

O-o-obase-no-mikoto
 (大小橋命)
 　┃

Nakatomi no Amahisa-no-kimi
 (中臣阿麻毘舎卿)
 　┃

Nakatomi no Abiko
 (中臣阿毘古)
 　┃

Nakatomi no Mahito
 (中臣真人)
 　┃

Nakatomi no Kamako
 (中臣鎌子)
 　┃

Nakatomi no Kuroda
 (中臣黒田)
 　┃

Nakatomi no Tokiwa
 (中臣常磐)
 　┃

Nakatomi no Katanoko
 (中臣可多能祜)
 　┣━━━━━━━━━━━━━━━━━━━━━━━━━━━━━━━━━━━━━━━━━━━━━━━━━━━━┳━━━━━━━━━━━━━━━━━━━━━━━━━━━━━━━━━━━━━━━━┓

Nakatomi no Mikeko
 (中臣御食子)      
Nakatomi no Kuniko
 (中臣国子)      
Nakatomi no Nukateko
 (中臣糠手子)
 　┃　　　　　　　　　　　　　　　　　　　　　　　　　　　 　┃　　　　　　　　　　　　　　　　　　　　　　┃
 　┃                               Segunda rama del clan Nakatomi (中臣氏二門)       Tercera rama del clan Nakatomi (中臣氏三門)
 　┣━━━━━━━━━━━━━━━━━━━━━━━━━━━━━━━━━━━━━━━━━━━━━━━━━┳━━━━━━━━━━━━━━━━━━━━━━━━━━━━━━━━━━┓

Fujiwara no Kamatari
 (藤原鎌足, 614–669)      
Nakatomi no Hisata
 (中臣久多)      
Nakatomi no Tareme
 (中臣垂目)
 　┃　　　　　　　　　　　　　　　　　　　　　　　　　　　　　　　　　　　　　　　　　　　 　 　┃

Clan Fujiwara
 (藤原氏)                                                  Primera rama del clan Nakatomi (中臣氏一門)
```